# 溫氏胸麗魚
溫氏胸麗魚，為輻鰭魚綱鱸形目隆頭魚亞目慈鯛科的其中一種，分布於非洲尼羅河及艾伯特湖流域，體長可達5.3公分，棲息在底中層水域，生活習性不明。

## 擴展閱讀
維基物種上的相關：溫氏胸麗魚